# Lebiasina ortegai
Lebiasina ortegai is een straalvinnige vissensoort uit de familie van de slankzalmen (Lebiasinidae). De wetenschappelijke naam van de soort is voor het eerst geldig gepubliceerd in 2008 door Ardila Rodríguez.